# Enciclopédia Açoriana
A Enciclopédia Açoriana é uma base de dados sobre temas e aspetos dos Açores, disponibilizada para acesso público através da internet pelo Centro do Conhecimento dos Açores, um departamento do governo da Região Autónoma dos Açores, sediado na cidade de Angra do Heroísmo, na ilha Terceira.
O projeto da base de dados foi aprovado em 1988, tendo o sítio sido disponibilizado ao público em 2008 após a reunião final de um trabalho que envolveu 272 autores, ascendendo a 10 804 artigos em 4559 páginas.
A partir de 2011 a base de dados passou a integrar o portal "Cultura Açores", constituído com o objetivo de reunir num único lugar tudo aquilo relacionado às iniciativas culturais do governo açoriano.